# Du gamla, du fria (film)
Du gamla, du fria, (engelsk titel: Provocation) är en svensk färgfilm av Öyvind Fahlström, inspelad i en variant av Techniscope som kallades InterScope. Filmen spelades in i Stockholm sommaren 1969 och hade premiär först 1972. Filmens titel anspelar på den svenska nationalsången "Du gamla, du fria". I filmen blandas intervjuer och dokumentära- och fiktiva scener.
Filmen handlar löst om en gatuteatergrupp som spelar upp antikapitalistiska och antimilitaristiska scener och olika former av aktioner på stan. Mot slutet av filmen blir de inre konflikterna, kring hur man egentligen ska förena sig och nå arbetarklassen, för stora inom teatergruppen och gruppen splittras.
I en av aktionerna smetade några av deltagarna in sig själva och sedelbuntar i människobajs och ställde sig utanför ett av Stockholms enskilda banks kontor och skanderar "Känner du stanken från enskilda banken." En annan aktion som skildras i filmen är den så kallade Vattendemonstrationen under Svenska flaggans dag på Stockholms ström som bland annat omfattade ett antal båtar. Tidskriften PUSS var medarrangörer och demonstrationen avslutades med att flera olika länders flaggor brändes vilket resulterade i att ett flertal av aktivisterna blev gripna av polisen. Detta var inte den enda aktion i filmen som resulterade i att personer blir gripna. 
Filmen hade premiär på biografen Eriksberg i Stockholm men visades bara i två veckor och kritiken var mycket negativ. Den är en av titlarna i boken Tusen svenska klassiker (2009).

## Deltagare (i urval)
Marie-Louise De Geer, Björn Granath, Jan Lööf, Lars Hillersberg, Carl Johan De Geer, Lena Svedberg, Olle Jeppson, Håkan Alexandersson, Marianne Ahrne, Kenta & Stoffe.
Scenografin är gjord av Sören Brunes och Öyvind Fahlström. Flera av Fahlströms konstnärliga uttrycksmedel och teman som exempelvis spel, men även specifika bilder, återfinns i filmen.  

## Musik i filmen
Bland annat spelar Bo Anders Persson och International Harvester.
- L'Internationale (Internationalen), kompositör Pierre Degeyter, fransk text 1871 Eugène Pottier, svensk text 1902 Henrik Menander
- Kungliga Södermanlands regementes marsch, kompositör Carl Axel Lundvall
- Kungliga svenska arméns paradmarsch (Parad för fanan), kompositör Carl Anton Philipp Braun
- Arbetets söner, kompositör Nils Peter Möller, text 1885 Henrik Menander
- Jag har bott vid en landsväg, kompositör Alvar Kraft, text Charles Henry
- Den blomstertid nu kommer, text 1694 Israel Kolmodin, text 1819 Johan Olof Wallin, text 1979 Britt G. Hallqvist
- Sixteen in the Bar
- Helan går

### Fotnoter
1. ↑  Gradvall et al (2009), #351

### Webbkällor
- Svensk filmdatabas, Du gamla du fria
- Om inspelningen av filmen av Roland Sterner, FSF.